# Dicnemoloma sieberianum
Dicnemoloma sieberianum là một loài Rêu trong họ Dicranaceae. Loài này được (Hornsch.) Broth. mô tả khoa học đầu tiên năm 1924.